# Cixidia marginicollis
Cixidia marginicollis är en insektsart som först beskrevs av Maximilian Spinola 1839.  Cixidia marginicollis ingår i släktet Cixidia och familjen vedstritar. Inga underarter finns listade i Catalogue of Life.